# Средне-Сибирская железная дорога
Средне-Сибирская железная дорога — государственная (казённая) железная дорога от Оби до Иркутска с ответвлением на Томск. Образована в 1898 году, в 1900 году объединена с Западно-Сибирской железной дорогой в Сибирскую железную дорогу. На 2020-е годы трасса исторической железной дороги входит в состав Западно-Сибирской, Красноярской и Восточно-Сибирской железных дорог.

## История
Строительство железной дороги велось в рамках сооружения Великого Сибирского пути. Строительство началось в 1893 году. Участок от Оби до Красноярска был открыт в 1898 году, полностью железную дорогу открыли в 1899 году. Максимальный продольный уклон пути на железной дороге был 17 ‰, наименьший радиус кривых в поворотах — 250 м.
На основном ходе железной дороги — участке от Оби до Иркутска было 2 станции II класса, 15 — III класса, 6 — IV класса и 43 станции V класса. Было построено 67 пассажирских зданий, 73 казармы, 147 полуказарм, 243 сторожки и 15 паровозных депо на 69 стойл общим количеством. Возведено 146 каменных труб отверстием до 6,4 м, 17 чугунных труб отверстием 1 м, 764 полностью деревянных мостов длиной до 70 м, 15 мостов с деревянными пролётными строениями на каменных опорах и 20 мостов с металлическими пролётами на каменных опорах.
На ветке до Томска было 2 станции III класса и 2 станции V класса. Построено 4 пассажирских здания, 4 казармы, 8 полуказарм, 13 сторожевых домов и одно паровозное депо на два стойла. 3 чугунных трубы, 33 деревянных моста и 1 металлический мост.